# ミズノオト・シアターカンパニー
ミズノオト・シアターカンパニー（ミズノオトシアターカンパニー／Ms. NO TONE Theatre Company）は日本の劇団。

## 概要
演出家平松れい子による書き下ろし脚本を中心に「聞かせる演劇」というスタイルで、古典やオリジナルテクストを使用した作品を発表。
近年は現代音楽家や服飾デザイナーなど多分野業界とのコラボレーションも多い。
2001年ベルトルト・ブレヒト作『処置』の演出で舞台芸術財団演劇人会議優秀演出家賞を受賞。

## おもな公演作品
- 『ウサギ小屋、あるいは悪いのはそれではなくあなたが混乱しているだけ』（2013年/横浜・黄金町バザール、八番館）
- 『変形アフタヌーンティー』（2011年5月／三鷹天命反転住宅303号室/Gazaa produce）

- 『アンセックス・ミー・ヒア？』〜W.シェークスピア作『マクベス』より（2011年2月／横浜BankART studio NYK）

- 『ノオト／トオン』（2010年1月／梅屋敷テアトロドソーニョ）

- 『枝わかれの青い庭で』（2009年／横浜美術館）

- 『洋楽コトハジメ』（2007年／門仲天井ホール）

- 『掟の門』作：F.カフカ（2007年／ルーマニア、シビウ・ラドゥスタンカ国立劇場）

- 『アメリカ』原作：F.カフカ（2006年／静岡県舞台芸術公園　野外劇場、横浜美術館・レクチャーホール）

- 『慈みの女神たち』原作：アイスキュロス（2005年／静岡県舞台芸術公園内「楕円堂」）

- 『ハニュウの宿』（2004年／早稲田どらま館）

- 『ユビュ王』原作：A.ジャリ（2003年／法政大学学生会館大ホール）

- 『サウンド・ウォーク・オペラ 芭蕉』（2003年／台原森林公園・仙台文学館）

- 『処置』作：B.ブレヒト（2001年／利賀芸術村）